# تاریخچه مهندسی مکانیک
مهندسی مکانیک رشته‌ای است که بر مفهوم استفاده از ضرب‌کننده‌های نیرو، اجزای متحرک و ماشین‌ها متمرکز است. از دانش ریاضیات، فیزیک، علوم مواد و فناوری‌های مهندسی استفاده می‌کند. این یکی از قدیمی‌ترین و گسترده‌ترین رشته‌های مهندسی است.

## طلوع تمدن تا اوایل قرون وسطی
مهندسی در تمدن اولیه به عنوان یک رشته عمومی برای ایجاد سازه‌های در مقیاس بزرگ مانند آبیاری، معماری و پروژه‌های نظامی پدید آمد. پیشرفت در تولید مواد غذایی از طریق آبیاری به بخشی از جمعیت اجازه داد تا در بابل باستان متخصص شوند.
هر شش ماشین ساده کلاسیک در خاور نزدیک باستان شناخته شده بودند. گُوِه و صفحه شیبدار (رمپ) از دوران ماقبل تاریخ شناخته شده بودند. چرخ به همراه مکانیزم چرخ و محور در هزاره پنجم قبل از میلاد در بین‌النهرین (عراق امروزی) اختراع شد. مکانیسم اهرمی برای اولین بار حدود ۵۰۰۰ سال پیش در خاور نزدیک ظاهر شد، جایی که در مقیاس ساده تعادل و برای جابجایی اجسام بزرگ در فناوری مصر باستان استفاده می‌شد. این اهرم همچنین در دستگاه بالابر آب سایه، اولین ماشین جرثقیل، که در حدود ۳۰۰۰ سال قبل از میلاد در بین‌النهرین ظاهر شد، و سپس در فناوری مصر باستان در حدود ۲۰۰۰ قبل از میلاد استفاده شد. اولین شواهد مربوط به قرقره‌ها به بین‌النهرین در اوایل هزاره دوم قبل از میلاد و مصر باستان در طول سلسله دوازدهم (۱۹۹۱–۱۸۰۲ قبل از میلاد) برمی گردد. پیچ، آخرین ماشین‌های ساده‌ای که اختراع شد، برای اولین بار در بین‌النهرین در دوره نوآسوری (۹۱۱–۶۰۹) قبل از میلاد ظاهر شد. اهرام مصر با استفاده از سه دستگاه از شش ماشین ساده، صفحه شیبدار، گوه و اهرم ساخته شدند تا ساختارهایی مانند هرم بزرگ جیزه ایجاد کنند.
آشوری‌ها در استفاده از متالورژی و ترکیب سلاح‌های آهنی قابل توجه بودند. بسیاری از پیشرفت‌های آنها در تجهیزات نظامی بود. آنها اولین کسانی نبودند که آنها را توسعه دادند، اما روی چرخ و ارابه پیشرفت کردند. آنها از محورهای قابل چرخش در واگن‌های خود استفاده کردند که امکان چرخش آسان را فراهم می‌کرد. آنها همچنین یکی از اولین ارتش‌هایی بودند که از برج محاصره قابل حرکت و قوچ ضربتی استفاده کردند.
کاربرد مهندسی مکانیک را می‌توان در آرشیو جوامع مختلف باستانی مشاهده کرد. قرقره در ۱۵۰۰ سال قبل از میلاد در بین‌النهرین ظاهر شد و حمل و نقل آب را بهبود بخشید. باستان‌شناس آلمانی رابرت کولدوی دریافت که باغ‌های معلق احتمالاً از یک پمپ مکانیکی که توسط این قرقره‌ها نیرو می‌گیرد برای انتقال آب به باغ‌های پشت بام استفاده می‌کند. بین‌النهرین‌ها با جایگزینی «جایگزینی حرکت پیوسته به جای حرکت متناوب، و چرخش به جای حرکت رفت و برگشت» در سال ۱۲۰۰ قبل از میلاد، حتی بیشتر پیش رفتند.
ساقیا در قرن چهارم قبل از میلاد در پادشاهی کوش توسعه یافت. آب را ۳ تا ۸ متر با صرف نیروی کار و زمان کمتر بالا می‌برد. آب انبارهایی به شکل حفیر در کوش برای ذخیره آب و تقویت آبیاری ایجاد شد. بلومرها و کوره‌های بلند در قرن هفتم قبل از میلاد در مرو ساخته شدند. ساعت‌های آفتابی کوشی ریاضیات را در قالب مثلثات پیشرفته به کار می‌بردند.
در مصر باستان، پمپ پیچ نمونه دیگری از استفاده از مهندسی برای افزایش راندمان حمل و نقل آب است. اگرچه مصریان اولیه سازه‌های عظیمی مانند اهرام می‌ساختند، اما قرقره‌هایی برای بلند کردن سنگ‌های سنگین ایجاد نکردند و از چرخ بسیار کم استفاده می‌کردند.
اولین ماشین‌های عملی که با آب کار می‌کردند، چرخ آبی و آسیاب آبی، برای اولین بار در اوایل قرن چهارم قبل از میلاد در امپراتوری ایران، در عراق و ایران کنونی ظاهر شدند.
در یونان باستان، ارشمیدس (۲۸۷–۲۱۲ قبل از میلاد) چندین نظریه کلیدی در زمینه مهندسی مکانیک از جمله مزیت مکانیکی، قانون اهرم، و به خاطر نام او، قانون ارشمیدس ایجاد کرد. در مصر بطلمیوس، موزه اسکندریه قرقره‌های جرثقیل با بلوک و تکه‌هایی برای بلند کردن سنگ‌ها ایجاد کرد. این جرثقیل‌ها با چرخ‌های آج انسانی کار می‌کردند و بر اساس سیستم‌های قرقره آب بین‌النهرین اولیه ساخته شده بودند. یونانی‌ها بعدها توپخانه مکانیکی را مستقل از چینی‌ها توسعه دادند. اولین مورد، دارت را شلیک می‌کرد، اما پیشرفت‌ها امکان پرتاب سنگ به سمت استحکامات یا سازه‌های دشمن را فراهم می‌کرد.
مکانیزم چرخ دنده سازوکار آنتیکیترا نمونه ای از مهندسی مکانیک باستانی است.

## اواخر باستان تا اوایل قرون وسطی
در مصر روم، هرون اسکندریه (حدود ۱۰ تا ۷۰ پس از میلاد) اولین دستگاه بخار را به نام آیولیپایل ایجاد کرد. اولین در نوع خود، توانایی حرکت یا قدرت دادن به چیزی جز چرخش خود را نداشت.
در چین، ژانگ هنگ (۷۸–۱۳۹ بعد از میلاد) یک ساعت آبی را بهبود بخشید و یک لرزه‌سنج اختراع کرد. ما جون (200–265 بعد از میلاد) ارابه ای با دنده‌های دیفرانسیل اختراع کرد.
لئو فیلسوف بر روی یک سیستم سیگنال با استفاده از ساعت در امپراتوری بیزانس در سال ۸۵۰ کار کرده است که قسطنطنیه را به مرز سیسیلیان متصل می‌کرد و ادامه ساعت‌های پیچیده شهری در رم شرقی بود. این ماشین‌های بزرگ در زمان هارون الرشید در امپراتوری عربستان پخش شد.
یکی دیگر از دستگاه‌های مکانیکی بزرگ ارگان بود که در سال ۷۵۷ زمانی که کنستانتین پنجم یکی را به پپین کوتاه هدیه داد دوباره معرفی شد.
به استثنای چند ماشین، مهندسی و علم در غرب به دلیل فروپاشی امپراتوری روم در اواخر دوران باستان دچار رکود شد.

## قرون وسطی
در طول عصر طلایی اسلامی (قرن ۷ تا ۱۵)، مخترعان مسلمان سهم قابل توجهی در زمینه فناوری مکانیکی داشتند. الجزاری که یکی از آنها بود، کتاب معروف خود را به نام دانش دستگاه‌های مکانیکی مبتکرانه در سال ۱۲۰۶ نوشت و طرح‌های مکانیکی زیادی ارائه کرد.
اولین ماشین‌های عملی با نیروی باد، آسیاب بادی و پمپ باد، برای اولین بار در جهان اسلام در دوران طلایی اسلام، در ایران، افغانستان و پاکستان کنونی در قرن نهم پس از میلاد ظاهر شدند. اولین ماشین بخار عملی، یک جک بخار بود که توسط یک توربین بخار به حرکت درمی‌آمد که در سال ۱۵۵۱ توسط تقی الدین محمد بن معروف در مصر عثمانی توصیف شد.
پنبه پاک کن در قرن ششم پس از میلاد در هند اختراع شد، و چرخ ریسندگی در اوایل قرن یازدهم در جهان اسلام اختراع شد، که هر دوی آنها برای رشد صنعت پنبه اساسی بودند. چرخ ریسندگی همچنین پیشروی برای جنی ریسندگی بود که در اوایل انقلاب صنعتی در قرن هجدهم یک پیشرفت کلیدی بود.
جین‌های دو غلتکی بین قرن‌های ۱۲ و ۱۴ در هند و چین ظاهر شدند. این وسیله مکانیکی در برخی مناطق توسط نیروی آب هدایت می‌شد. جین چرخ دنده کِرمی یا محرک حلزونی در شبه قاره هند در اوایل دوران سلطنت دهلی در قرن ۱۳ تا ۱۴ ظاهر شد. در طول امپراتوری مغول در حدود قرن شانزدهم به‌طور گسترده‌ای مورد استفاده قرار گرفت.
اولین ماشین‌های قابل برنامه‌ریزی در جهان اسلام توسعه یافتند. ترتیب‌دهنده موسیقی، یک ابزار موسیقی قابل برنامه‌ریزی، قدیمی‌ترین نوع دستگاه قابل برنامه‌ریزی بود. اولین آهنگساز موسیقی یک نوازنده فلوت خودکار بود که توسط برادران بانو موسی اختراع شد و در کتاب ابزارهای مبتکر آنها در قرن نهم توضیح داده شد. در سال ۱۲۰۶، الجزاری اتومات / ربات‌های قابل برنامه‌ریزی را اختراع کرد. او چهار نوازنده خودکار را توصیف کرد، از جمله درامرهایی که توسط یک دستگاه درام قابل برنامه‌ریزی کار می‌کردند، جایی که می‌توان آنها را برای نواختن ریتم‌های مختلف و الگوهای درام مختلف ساخت. ساعت قلعه، یک ساعت نجومی مکانیکی با نیروی آبی که توسط الجزاری اختراع شد، اولین کامپیوتر آنالوگ قابل برنامه‌ریزی بود.
ساعت‌شناس و مهندس چینی قرون وسطایی سو سونگ (۱۰۲۰–۱۱۰۱ پس از میلاد) دو قرن قبل از پیدا شدن دستگاه‌های گریز در ساعت‌های اروپایی قرون وسطی، مکانیزم فرار را در برج ساعت نجومی خود ادغام کرد و همچنین اولین درایو زنجیره‌ای انتقال قدرت بی‌پایان شناخته شده در جهان را اختراع کرد.
قرون وسطی شاهد استفاده گسترده از ماشین‌ها برای کمک به نیروی کار بود. بسیاری از رودخانه‌های انگلستان و شمال اروپا اجازه استفاده از نیروی آب متحرک را دادند. آسیاب آبی در تولید بسیاری از کالاها مانند مواد غذایی، پارچه، چرم و کاغذ نقش اساسی داشت. این ماشین‌های مورد استفاده از اولین ماشین‌هایی بودند که از چرخ دنده‌ها و چرخ‌دنده‌ها استفاده کردند که بهره‌وری آسیاب‌ها را بسیار افزایش داد. میل بادامک اجازه می‌داد که نیروی چرخشی به نیروی جهت تبدیل شود. به‌طور قابل توجهی کمتر، جزر و مد بدنه‌های آب نیز مهار شد.
انرژی بادی بعدها به منبع جدید انرژی در اروپا تبدیل شد و آسیاب آبی را تکمیل کرد. این پیشرفت در طول جنگ‌های صلیبی از اروپا به خاورمیانه منتقل شد.
متالورژی در قرون وسطی به میزان زیادی پیشرفت کرد، با آهن با کیفیت بالاتر که امکان ساخت و سازها و طرح‌های مستحکم تر را فراهم می‌کرد. آسیاب‌ها و نیروی مکانیکی منبع ثابتی از ضربات چکش سفر و هوا از دم را فراهم می‌کرد.

## رنسانس و انقلاب علمی

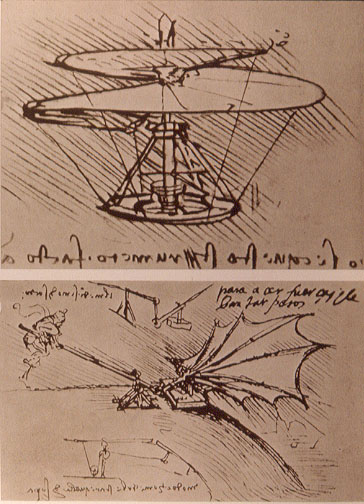
مفاهیم ماشین پرنده داوینچی

لئوناردو داوینچی مهندس برجسته ای بود که بسیاری از سیستم‌های مکانیکی را طراحی و مطالعه می‌کرد که بر حمل و نقل و جنگ متمرکز بودند طرح‌های او بعداً با طراحی اولیه هواپیما مقایسه شد.
اگرچه نیروی باد منبعی از انرژی را به دور از املاک کنار رودخانه فراهم می‌کرد و شاهد پیشرفت‌های عظیمی در مهار آن بود، اما نمی‌توانست جایگزین نیروی ثابت و قوی آسیاب آبی شود. آب منبع اصلی قدرت صنعت شهری پیش از صنعتی شدن از طریق رنسانس باقی خواهد ماند.
در قرن هفدهم، در طول انقلاب علمی، پیشرفت‌های مهمی در پایه‌های مهندسی مکانیک در انگلستان و قاره رخ داد. ریاضیدان و فیزیکدان هلندی کریستیان هویگنس ساعت آونگی را در سال ۱۶۵۷ اختراع کرد که اولین زمان‌سنج قابل اعتماد برای تقریباً ۳۰۰ سال بود و اثری را منتشر کرد که به طراحی ساعت و نظریه پشت آن اختصاص داشت. آیزاک نیوتن قوانین حرکت نیوتن را فرموله کرد و حساب دیفرانسیل و انتگرال را توسعه داد که به پایه ریاضی فیزیک تبدیل شد. نیوتن سال‌ها تمایلی به انتشار آثار خود نداشت، اما در نهایت توسط همکارانش مانند ادموند هالی او را متقاعد کردند که این کار را انجام دهد. گوتفرید لایبنیتس نیز به توسعه حساب مستقل از نیوتن در این دوره زمانی اعتبار دارد.

## انقلاب صنعتی
در پایان رنسانس، دانشمندان و مهندسان شروع به آزمایش با قدرت بخار کردند. اکثر دستگاه‌های اولیه با مشکلات اسب بخار کم، ناکارآمدی یا خطر مواجه بودند. به دلیل طغیان معادن عمیق در انگلستان، که با استفاده از روش‌های جایگزین قابل پمپاژ نبود، نیاز به یک منبع انرژی مؤثر و اقتصادی به وجود آمد. اولین طرح کاری ثبت اختراع توماس سیوری در سال ۱۶۹۸ بود. او به‌طور مداوم بر روی بهبود و بازاریابی این اختراع در سراسر انگلستان کار می‌کرد. در همان زمان، دیگران در حال کار بر روی بهبود طراحی سیوری بودند که گرما را به‌طور مؤثر منتقل نمی‌کرد.
توماس نیوکامن تمام پیشرفت‌های مهندسان را به دست می‌آورد و موتور جوی نیوکامن را توسعه می‌داد. این طراحی جدید اتلاف گرما را تا حد زیادی کاهش می‌دهد، آب را مستقیماً از موتور حرکت می‌دهد و اجازه می‌دهد تا نسبت‌های مختلفی در آن تعبیه شود.
انقلاب صنعتی کارخانه‌های بخار را با استفاده از مفاهیم مهندسی مکانیک به ارمغان آورد. این پیشرفت‌ها باعث افزایش باورنکردنی در مقیاس، تعداد و کارایی تولید شد.
در طول قرن نوزدهم، پیشرفت‌های علوم مواد شروع شد تا امکان پیاده‌سازی موتورهای بخار در لوکوموتیوهای بخار و کشتی‌های بخار را فراهم کند و به سرعت سرعت حرکت افراد و کالاها را در سراسر جهان افزایش داد. دلیل این پیشرفت‌ها این بود که ماشین‌های ابزار در انگلستان، آلمان و اسکاتلند توسعه یافتند. اینها به مهندسی مکانیک اجازه داد تا به عنوان یک رشته جداگانه در مهندسی توسعه یابد. آنها ماشین آلات تولیدی و موتورهایی برای نیرو دادن به آنها آوردند.
در اواخر انقلاب صنعتی، فناوری موتورهای احتراق داخلی هواپیما و اتومبیل پیستونی را با خود به همراه آورد. مهندسی هوافضا در اوایل قرن بیستم به‌عنوان شاخه‌ای از مهندسی مکانیک توسعه یافت و در نهایت موشک‌ها را نیز دربر گرفت.
زغال‌سنگ با مشتقات مبتنی بر نفت خام برای بسیاری از کاربردها جایگزین شد.

## عصر جدید
با ظهور رایانه‌ها در قرن بیستم، روش‌های طراحی و ساخت دقیق تری در دسترس مهندسان قرار گرفت. ظهور نرم‌افزار CAD زمان طراحی را کاهش داده و امکان ساخت دقیق را فراهم کرده است. مهندسان قادرند نیروها و تنش‌های طرح‌ها را از طریق برنامه‌های کامپیوتری شبیه‌سازی کنند. تولید خودکار و کامپیوتری به بسیاری از زمینه‌های جدید از مهندسی مکانیک مانند مهندسی صنایع اجازه ظهور داد. اگرچه اکثر خودروها همچنان با سوخت گازسوز هستند، خودروهای الکتریکی به عنوان یک جایگزین عملی مطرح شده‌اند.
به دلیل افزایش پیچیدگی پروژه‌های مهندسی، بسیاری از رشته‌های مهندسی در زمینه‌های فرعی همکاری و تخصص دارند. یکی از این همکاری‌ها در زمینه رباتیک است که در آن مهندسان برق، مهندسین کامپیوتر و مهندسین مکانیک می‌توانند در آن تخصص داشته باشند و با هم کار کنند. مهندسی مکانیک محبوب‌ترین رشته مهندسی برای رشته‌های دانشگاهی در قرن بیست و یکم است.

### انجمن‌های حرفه ای
اولین انجمن حرفه ای مهندسین مکانیک بریتانیا در سال ۱۸۴۷، سی سال پس از اینکه مهندسان عمران اولین انجمن حرفه ای موسسه مهندسین عمران را تشکیل دادند، در سال ۱۸۴۷ تشکیل شد.
در ایالات متحده، انجمن مهندسین مکانیک آمریکا (ASME) در سال ۱۸۸۰ تشکیل شد و پس از انجمن مهندسین عمران آمریکا (۱۸۵۲) و مؤسسه مهندسین معدن آمریکا (1871) سومین انجمن مهندسی حرفه‌ای شد.

### تحصیلات
اولین مدارس در ایالات متحده که آموزش مهندسی مکانیک را ارائه کردند، آکادمی نظامی ایالات متحده در سال ۱۸۱۷ بود، مؤسسه ای که اکنون در سال ۱۸۱۹ به عنوان دانشگاه نورویچ شناخته می‌شود، و مؤسسه پلی‌تکنیک رنسلیر در سال ۱۸۲۵. آموزش در مهندسی مکانیک از لحاظ تاریخی بر پایه ای قوی در ریاضیات و علوم استوار است.
در قرن بیستم، بسیاری از دولت‌ها شروع به تنظیم عنوان مهندس و عملکرد مهندسی کردند و به مدرکی از یک دانشگاه معتبر و قبولی در آزمون صلاحیت نیاز داشتند.